# Vanilla siamensis
Vanilla siamensis là một loài thực vật có hoa trong họ Lan. Loài này được Rolfe ex Downie miêu tả khoa học đầu tiên năm 1925.